# 엘도라도 (2000년 영화)
엘도라도(The Road to El Dorado)는 드림웍스 애니메이션에 의해 2000년 개봉된 애니메이션 영화이다.

## 줄거리
도시 한복판에 도박판을 벌인 툴리오(케빈 클라인)와 미구엘(케네스 브래너)은 사기꾼 동업자로, 판 돈을 싹쓸이한다. 판이 끝나갈 즈음 돈을 잃은 한 사내가 돈 대신 낡은 종이 하나를 도박에 건다. 그 종이는 전설의 황금 도시인 엘도라도로 가는 지도. 이 보물지도에 판돈 전부를 걸고 마지막 한 판을 벌이고 두 친구는 지도를 손에 넣는다. 그들은 엘도라도를 찾아 떠나기로 마음 먹지만, 순시병의 눈에 띄어 쫓기다가 출항 준비 중이던 배안으로 뛰어든다. 알비토의 도움으로 구사일생의 탈출 끝에 가까스로 운 좋게 엘도라도(상그릴라)에 도착하지만 그것은 이것은 고생의 시작일 뿐이다.

## 한국어 더빙 성우진(극장판)
- 김준 - 툴리오(케빈 클라인)
- 김승준 - 미겔(케네스 브래나)
- 이현선 - 첼(로지 페레스)
- 이봉준 - 코테스(짐 커밍스)
- 김병관 - 제사장 제켈칸(아먼드 아산티)
- 유강진 - 추장 타나보(에드워드 제임스 올모스)
- 이종구 - 제사장 부하

## 한국어 더빙 성우진(KBS)
- 김준 - 툴리오(케빈 클라인)
- 김승준 - 미구엘(케네스 브래나)
- 김정애 - 첼(로지 페레스)
- 유만준
- 한상덕
- 이봉준
- 유제상
- 강구한
- 전인배
- 석원희
- 이원준
- 은미
- 신소윤

## 주해
1. ↑  엘도라도 사운드트랙 14곡 중 11곡은 팀 라이스가 작사하고 엘튼 존이 작곡한 '주제가'이다. 영화 음악은 가사가 들어가는 '주제가(song)'와 가사가 들어가지 않는 '연주곡(score)'으로 나뉜다. 아카데미상 등 세계의 여러 영화상 시상식에서는, 두 가지를 각 부문으로 인정하고 따로 나누어서 시상을 하고 있다. 그럼에도 불구하고, 위키백과 영화 정보 틀의 음악 부분은 통상적으로 연주곡을 작곡한 쪽만을 기재한다. 이러한 관례에 따라, 여기에는 한스 치머와 존 파월만을 기재했다.

## 같이 보기
- 엘도라도